# Calvin Li
Calvin Li (caratteri cinesi: 李宗翰; pinyin: Lǐ Zōnghàn; Wuhan, 7 novembre 1976) è un attore cinese di etnia manciù.
È conosciuto principalmente per aver interpretato il ruolo di Wu Yong nella serie televisiva All Men Are Brothers e quello di Yang Zhenjiang nella pellicola Hushed Roar.

## Biografia
Nato a Wuhan, nella provincia di Hubei, da madre attrice di Opera di Pechino, Calvin Li si è laureato in Recitazione alla Central Academy of Drama di Pechino.
Subito dopo la laurea, Li intraprese una carriera come modello di spot pubblicitari.
Fu a metà degli anni '90 che debuttò dapprima sul piccolo schermo, nella serie televisiva storica Zhuge Liang, nella quale interpretò Zhuge Zhan, figlio del famoso generale Zhuge Liang.
Il 2010 segnò l'anno del debutto cinematografico. Li, infatti, interpretò il personaggio di Wisdom, il monaco Jian Hui, nella pellicola wuxia diretta da John Woo La congiura della pietra nera, al fianco di Michelle Yeoh, Jung Woo-sung, Wang Xueqi, Barbie Hsu, Shawn Yue e Kelly Lin. Nello stesso anno recitò nella pellicola di Alan Mak e Felix Chong The Lost Bladesman, nel ruolo di Qin Qi, un subordinato di un generale di Cáo Cāo di nome Xiahou Dun.
Nel 2011 Li recitò, al fianco delle attrici Huo Siyan e Charlie Yeung, nel film thriller Sleepwalker. Sempre nel medesimo anno interpretò Wu Yong nella serie televisiva storica All Men Are Brothers, liberamente adattata dal romanzo classico di Shi Nai'an I briganti.
Nel 2012, Li fu nominato come "Miglior Attore Esordiente" al Chinese American Film Festival, grazie alla sua interpretazione di Yang Zhenjiang nella pellicola Hushed Roar.

## Filmografia

### Cinema
| Anno | Titolo                        | Titolo cinese  | Ruolo          | Note |
| ---- | ----------------------------- | -------------- | -------------- | ---- |
| 2010 | La congiura della pietra nera | 《剑雨》       | Lu Zhu         |      |
| 2010 | Four Hands                    | 《面引子》     | Sun Houcheng   |      |
| 2010 | Mid-Night Train               | 《午夜火车》   | Hong Mao       |      |
| 2011 | The Dance of the Summer       | 《夏天的拉花》 | Liu Xin        |      |
| 2011 | Sleepwalker                   | 《梦游3D》     | Eric           |      |
| 2011 | Hushed Roar                   | 《咆哮无声》   | Yang Zhenjiang |      |
| 2011 | The Lost Bladesman            | 《关云长》     | Qin Qi         |      |

### Televisione
| Anno | Titolo                                | Titolo cinese                | Ruolo          | Note  |
| ---- | ------------------------------------- | ---------------------------- | -------------- | ----- |
| 1995 | Zhuge Liang                           | 《诸葛亮》                   | Zhuge Zhan     |       |
| 1998 |                                       | 《悲欢岁月》                 | Song Guifu     |       |
| 1998 | Police World                          | 《警坛风云》                 | Ma Ding        |       |
| 1998 | The Story of Hong Kong                | 《香港的故事》               | He Yingjie     |       |
| 1999 |                                       | 《沧海情仇》                 | Chen Zude      |       |
| 1999 |                                       | 《波涛汹涌》                 | Jiang Bai      |       |
| 1999 |                                       | 《全家福》                   | Zhou Dabao     |       |
| 1999 | Divorce                               | 《离婚》                     | Zhang Tianzhen |       |
| 2000 |                                       | 《包公生死劫》               | Wu Duan        |       |
| 2000 |                                       | 《乱世奇侠》                 | Mao Xiaoqi     |       |
| 2000 | A Foot Set the Country                | 《一脚定江山》               | Zhang Jun      |       |
| 2001 |                                       | 《天边外》                   | Yu Jialin      |       |
| 2001 | Miracles                              | 《奇迹》                     | Lin Zilong     |       |
| 2001 |                                       | 《梧桐雨》                   | Xie Jiashu     |       |
| 2001 |                                       | 《田教授家的28个房客》       | Xu Gonglin     |       |
| 2001 |                                       | 《天地有爱》                 | Shen Chaojun   |       |
| 2002 | The Adventures of Di Renjie           | 《护国良相狄仁杰之风摧边关》 | Wu Guanlong    |       |
| 2002 |                                       | 《中国经典名剧之牡丹亭》     | Liu Mengmei    |       |
| 2002 |                                       | 《非常保险档案》             | Hua Sheng      |       |
| 2002 |                                       | 《情义两重天》               | Zhuang Wen     |       |
| 2003 | Young Imperial Envoy                  | 《少年大钦差》               | Zhang Guolong  |       |
| 2003 | The Tale of the Romantic Swordsman    | 《书剑情侠柳三变》           | Il principe    |       |
| 2003 | Dark War                              | 《斩首行动》                 | Xiao Jijun     |       |
| 2004 |                                       | 《欢颜》                     | Yu Luojun      |       |
| 2004 | Happy Zhu Bajie                       | 《喜气洋洋猪八戒》           | Xiaotianquan   |       |
| 2004 |                                       | 《婚前四周半》               | Sang Nan       |       |
| 2004 |                                       | 《爱人医事》                 | Il Presidente  |       |
| 2004 | Sword Rules the World                 | 《剑临天下》                 | Zhan Zhao      |       |
| 2005 | Jasmine Flower                        | 《茉莉花》                   | Lin Weixian    |       |
| 2005 | Maid Wan Xin                          | 《徽娘宛心》                 | Wu Huixiang    |       |
| 2005 | Ruan Lingyu                           | 《阮玲玉》                   | Zhang Damin    |       |
| 2006 | Sewing Maid                           | 《绣娘兰馨》                 | Gu Chuanming   |       |
| 2006 | Stupid Kid                            | 《笨小孩》                   | Sha Mao        |       |
| 2006 |                                       | 《日月凌空》                 | Qiao Zhizhi    |       |
| 2006 |                                       | 《爱就爱了》                 | Luo Wenkai     |       |
| 2007 | Torn Between Two Lovers               | 《幸福里九号》               | Yang Weimin    |       |
| 2007 | The Shadow of Empress Wu              | 《新还君明珠》               | Lin Zhiwen     |       |
| 2008 | Maid Mother                           | 《保姆妈妈》                 | Ge Lin         |       |
| 2008 | Spring Goes, Spring Comes             | 《新春去春又回》             | Zhang Laifu    |       |
| 2009 | Nancheng Regret                       | 《南城遗恨》                 | Tang Hao       |       |
| 2009 |                                       | 《不负天职》                 | Il dottore     |       |
| 2009 | Second Marriage                       | 《再婚》                     | Chen Hai       |       |
| 2009 | After Marriage 30 Years               | 《婚后三十年》               | Du Heping      |       |
| 2011 | White Lie                             | 《真爱谎言》                 | Han Zhenyu     |       |
| 2011 | Jingde Town                           | 《景德镇》                   | Zhang Tiansan  |       |
| 2011 | Painted Skin                          | 《画皮》                     | Pang Yong      |       |
| 2011 | All Men Are Brothers                  | 《水浒传》                   | Wu Yong        |       |
| 2012 | Filling Sichuan                       | 《绝对忠诚》                 | Qiu Guorong    |       |
| 2012 | Legend of Tiger Tally                 | 《虎符传奇》                 | Re di Qi       |       |
| 2012 | Million Brides 2                      | 《百万新娘之爱无悔》         | Wang Shaohua   |       |
| 2013 | Strange Stories from a Chinese Studio | 《聊斋4》                    | Yu Jing        |       |
| 2013 | The Promise                           | 《生死相依》                 | Lan Zhuo       |       |
| 2013 | Eight Immortals Prequel               | 《八仙前传》                 | Lü Dongbin     | [ 6 ] |
| 2014 | The Stand-In                          | 《十月围城》                 | Fu Qi          |       |
| 2014 |                                       | 《真爱谎言2爱你不放手》      | Han Zhenyu     |       |
| 2014 |                                       | 《乱世情碎大茶商》           | Chen Qizhi     |       |

### Teatro
| Anno | Titolo                          | Titolo cinese        | Ruolo       | Note  |
| ---- | ------------------------------- | -------------------- | ----------- | ----- |
| 1994 | Dance I have a date with Spring | 《我和春天有个约会》 | Shen Jiahao |       |
| 2008 | Il rosso e il nero              | 《红与黑》           | Julien      | [ 7 ] |

## Premi
| Anno | Opera       | Premio                                                       | Risultato       | Note        |
| ---- | ----------- | ------------------------------------------------------------ | --------------- | ----------- |
|      |             | 3° Classifica di Drama TV di Sina - "Miglior Attore"         | Candidato/a     |             |
| 2007 |             | BQ Celebrity Score Award - "Miglior Attore Drammatico"       | Vincitore/trice |             |
| 2011 |             | 6° Huading Award - "Star Preferita"                          | Vincitore/trice | [ 8 ] [ 9 ] |
| 2011 |             | BQ Celebrity Score Award - "Attore Preferito"                | Candidato/a     |             |
| 2013 | Hushed Roar | Chinese American Film Festival - "Miglior Attore Esordiente" | Vincitore/trice |             |